# 조상헌
조상헌(1964년 5월 3일 ~)은 MBC 청룡에서 뛰었던 전 야구 선수다.

## 기록
- 1988년: 23경기 46타수 11안타 2도루 2타점 6득점 0.239
- 1989년: 7경기 6타수 무안타 2득점

## 출신 학교
- 대구중학교
- 성광고등학교
- 건국대학교

## 같이 보기
- MBC 청룡 연도별 선수 명단